# Oxypetalum polyanthum
Oxypetalum polyanthum là một loài thực vật có hoa trong họ La bố ma. Loài này được (Hoehne) Rapini mô tả khoa học đầu tiên năm 2003.